# Aris Szirwanian
Aris (imię świeckie Armenag Szirwanian, ur. 23 lipca 1934 w Hajfie) – duchowny Apostolskiego Kościoła Ormiańskiego, od 1998 biskup pomocniczy Jerozolimy.

## Życiorys
Święcenia kapłańskie przyjął w 1957. Sakrę biskupią otrzymał w 1974. W 1998 został oddelegowany do Jerozolimy, gdzie jest dyrektorem wydziału spraw zagranicznych i ekumenizmu przy miejscowym patriarchacie.